# Локалита Сан Калођеро
Локалита Сан Калођеро је насеље у Италији у округу Агриђенто, региону Сицилија.
Према процени из 2011. у насељу је живело 164 становника. Насеље се налази на надморској висини од 145 м.